# Муез Хассен
Муез Хассен (фр. Mouez Hassen, араб. معز حسن, нар. 5 березня 1995, Фрежус) — туніський та французький футболіст, воротар клубу «Шатору».
Виступав, зокрема, за клуб «Ніцца», а також національну збірну Тунісу.

## Клубна кар'єра
Свою футбольну кар'єру Хассен почав в юнацькій школі міста Сен-Рафаель. У 2009 році він перейшов у молодіжну команду клубу «Фрежюс», а після 2010 року опинився в академії «Ніцци».
У 2012 році він був включений до складу другої команди після перемоги в юніорському Кубку Гамбарделла. 25 вересня 2013 року Ассен дебютував на професійному рівні за першу команду в матчі Ліги 1 проти «Нанта».
Після серйозної травми Жоріса Делля сезон 2014/15 Муез почав основним воротарем команди. Двічі по ходу чемпіонату через нестабільну гру він на час поступався місцем у воротах Сімону Пуплену, але в підсумку зумів відіграти 30 матчів. На сезон 2015/16 Хассен розглядався як дублер, але знову зумів відвоювати місце в основному складі й зіграв 14 матчів.
З появою влітку 2016 року в команді аргентинця Вальтера Бенітеса Муез остаточно втратив місце в основі і спочатку виступав за дубль, а у січні 2017 року був відданий в оренду в англійський «Саутгемптон», де його хотів бачити Клод Пюель, що знав воротаря по спільній роботі в «Ніцці». Тим не менш на «туманному альбіоні» Хассен не зіграв жодної гри за основну команду, обмежившись шістьма матчами за «дублерів».
9 липня 2017 року також на правах оренди перейшов у клуб Ліги 2 «Шатору», де відразу став основним воротарем. Станом на 31 травня 2018 року відіграв за команду з Шатору 29 матчів в національному чемпіонаті.

## Виступи за збірні
З 2011 року виступав за юнацькі збірні Франції різних вікових категорій. З командою до 19 років брав участь у юнацькому чемпіонаті Європи в 2013 році і виграв зі збірною срібні медалі, поступившись у фінальному матчі команді Сербії. Сам Хассен на турнірі не провів жодного матчу.
25 березня 2015 року воротар зіграв перший матч за молодіжну збірну Франції проти команди Естонії. На молодіжному рівні зіграв у 5 офіційних матчах, пропустив 1 гол.
У березні 2018 року Муе вирішив виступати у складі національної збірної Тунісу, за яку дебютував 27 березня у товариському матчі проти збірної Коста-Рики (1:0). Влітку того ж року поїхав зі збірною на чемпіонат світу 2018 року у Росії.